# Un caprice de Vénus
Cet article concerne le film de 1948. Pour la comédie musicale de 1943, voir One Touch of Venus.
Pour plus de détails, voir Fiche technique et Distribution.
Un caprice de Vénus (titre original : One Touch of Venus) est un film américain réalisé par William A. Seiter, sorti en 1948.

## Synopsis
Eddie Hatch, jeune concepteur de vitrines pour le compte d'un grand magasin, est curieusement attiré par un mannequin qui fait partie du décor. Une nuit, sans réfléchir, il l'embrasse et d'un coup le mannequin naît à la vie. Il s'avère qu'elle n'est autre que Vénus, la déesse de l'Amour.
Les complications commenceront quand Vénus à son tour tombera amoureuse de celui qui l'a réveillée.

## Fiche technique
- Titre : Un caprice de Vénus
- Titre original : One Touch of Venus
- Réalisation : William A. Seiter
- Scénario : Harry Kurnitz et Frank Tashlin d'après la nouvelle de F. Anstey et d’après la comédie musicale homonyme de Kurt Weill et Ogden Nash, livret de S.J. Perelman
- Production : William A. Seiter et Lester Cowan
- Société de production : Artists Alliance et Universal Pictures
- Photographie : Franz Planer
- Musique : Ann Ronell
- Montage : Otto Ludwig
- Direction artistique : Bernard Herzbrun et Emrich Nicholson
- Décors : A. Roland Fields et Russell A. Gausman
- Costumes : Orry-Kelly
- Pays d'origine : États-Unis
- Format : Noir et blanc - 35 mm - 1,37:1 - Son : mono  (Western Electric Recording)
- Genre : Comédie fantastique
- Durée : 82 minutes
- Dates de sortie :
  - États-Unis : août 1948 (sortie nationale)
  - États-Unis : 28 octobre 1948 (New York)
  - France : 25 mai 1949

## Distribution
- Robert Walker : Eddie Hatch
- Ava Gardner : Vénus
- Dick Haymes : Joe Grant
- Eve Arden : Molly Stewart
- Olga San Juan : Gloria
- Tom Conway : Whitfield Savory II
- James Flavin : L’inspecteur Kerrigan
- Sara Allgood : Mme Gogarthy, la propriétaire
- Hugh Herbert : Mercury
- George Meeker : M. Crust

Acteurs non crédités
- John Davidson : Un client
- Josephine Whittell : La douairière